# Фегервари, Николай Берталонович
Николай Берталонович Фегервари (венг. Fehérvári Miklós; 3 января 1903, Братислава — 29 октября 1941, Голодяевка, Пензенская область) — венгерский революционер и политзаключённый, ставший известным советским лётчиком-испытателем, подполковником (1940), командующим ВВС Забайкальского военного округа (до 1938 года). В качестве пилота участвовал в испытаниях советских самолётов АИР-4 и ПС-84, первого советского истребителя Ил-400, разведчика-бомбардировщика Як-4, а также истребителей И-153, МиГ-1 и МиГ-3. Погиб в авиакатастрофе.

## Словесный портрет
Согласно словесному портрету, составленному генерал-полковником авиации Фёдором Петровичем Полыниным в его мемуарах, Николай Фегервари, венгр по национальности, был худощав, всегда ровен и вежлив в обращении. Небольшой акцент, с которым Фегервари произносил слова, придавал его речи особую привлекательность. Долгое время жил в Москве.

## Биография

### Детство и юность
Николай Фегервари родился 3 января 1903 года в городе Прессбург (ныне — Братислава, Словакия). Учился в 4-классной городской школе, которую закончил в 1913 году. В 1915 окончил бюргерскую школу, после чего работал электромонтёром. В 1918 окончил профшколу.

### Революционная деятельность, арест и бытность политзаключённым
В 1919 году участвовал в Венгерской революции и становлении Венгерской Советской Республики. Несмотря на свой юный возраст, был принят добровольцем в Венгерскую Красную Армию.
После вторжения в Венгрию румынских войск и падения Венгерской Советской Республики, Николай Фегервари был политзаключённым в буржуазной Венгрии.

### Освобождение и переезд в Советский Союз
Советское правительство вызволило его из неволи путём обмена на арестованного в СССР хортистского шпиона. Помог Коминтерн. Николай Фегервари и ещё несколько товарищей смогли уехать в Советский Союз. Здесь они обрели вторую родину.
Приняв советское гражданство, Николай Фегервари с октября 1922 года вступил в Красную Армию, поступил в летную школу, отлично окончил её, стал военным летчиком.

### Служба в Военно-воздушных силах РККА
В 1924 окончил Московскую высшую военную авиационную школу лётчиков, после чего служил в строевых частях ВВС. В 1929 окончил КУКС при Военно-воздушной академии имени Н. Е. Жуковского (строевой отдел). В 1929—1930 — лётчик-инструктор Оренбургской ВАШЛ. С мая 1930 по июнь 1931 — на лётно-испытательной работе в НИИ ВВС. В сентябре 1931 за аварию самолёта был осуждён на 2 года лишения свободы условно, и с 12 сентября 1931 года отстранён от полётов. В 1931—1935 — командир отдельного отряда Военно-воздушной академии имени Н. Е. Жуковского. В 1936 окончил Липецкие высшие лётно-тактические курсы. В дальнейшем служил в строевых частях на командных должностях (командующий ВВС Забайкальского военного округа).
Был необоснованно репрессирован в феврале 1938 года. С декабря 1939 — испытывает авиатехнику на авиазаводе № 1 (г. Москва). Участник Великой Отечественной войны: в июле-августе 1941 — лётчик 401-го истребительного авиационного полка (Западный фронт), лично сбил 1 самолёт противника.

### Гибель
Николай Берталонович Фегервари погиб 29 октября 1941 года, выполняя дело высшей государственной важности, в авиакатастрофе на ПС-84 при перелёте в Куйбышев (со вторым пилотом М. И. Марцелюком).
Самолёт разбился в 16:20 в районе села Голодяевка Ульяновской области, в 25 км от Кузнецка Пензенской области. Погибли все 24 человека, в том числе генерал С. Д. Акимов и авиаконструктор В. К. Таиров.
Обстоятельства авиакатастрофы долгое время были засекречены. Ситуация прояснилась в 1986 году, когда было рассекречено «Дело о катастрофе самолёта ПС-84 № 1841608». Как оказалось, самолёт вылетел из Москвы в Куйбышев 29 октября 1941 года с целью эвакуации сотрудников Народного комиссариата авиационной промышленности и налаживания производства на новом месте.
В военной суматохе тех лет причину катастрофы раскрыть не удалось. Возможно, это была вражеская диверсия, так как Германии не нужен был такой истребитель, как ОКО-6 Таирова, на противоборствующей стороне.
Николай Фегервари был похоронен в посёлке Белое Озеро Николаевского района Ульяновской области.

## Деятельность как лётчика-испытателя
В июле 1935 года, вместе с лётчиком М. П. Вахрушевым, Николай Фегервари испытывал новый самолёт-разведчик АИР-4 разработанный конструкторским бюро Яковлева. Самолёт испытывался для изучения возможности применения эффекта прозрачности для обеспечения невидимости — вся полотняная и фанерная обшивка самолёта была полностью заменена целлоновой плёнкой. По сути, это была первая попытка применения стелс-технологии в военной авиации. Самолёт в воздухе быстро исчезал с глаз наземных наблюдателей. Hа кинокадрах не получалось изображение самолёта, а на больших расстояниях не видно было даже пятен.
Также вместе с М. П. Вахрушевым, Николай Фегервари участвовал в испытаниях другого самолёта-невидимки — прозрачного самолёта (ПС) конструкции С. Г. Козлова. Испытания проходили 28 июля 1935 года в Липицах.
С декабря 1939 Фегервари работал лётчиком-испытателем военной приёмки авиазавода № 1 в Москве, где испытывал серийные И-153 (1939—1941), Як-4 (1940), МиГ-1 и МиГ-3 (1941).
В период с 14 по 20 августа 1941 года на испытательной стации завода № 1 проверялось применение на МиГе двух подвесных сбрасываемых картонных бензобаков ёмкостью по 100 литров каждый. Лётчики Н. Б. Фегервари и В. Н. Савкин оценивали работу бензосистемы в воздухе, прочность крепления баков и надежность сброса после выработки горючего. Разработанная для МиГ-3 заводом № 4150 конструкция оказалась удачной, позволяя истребителю выполнять виражи, боевые развороты и другие фигуры без значительных перегрузок, обеспечивая бесперебойное питание мотора топливом.
В своих мемуарах Николая Фегервари вспоминают его совыпускник, ветеран рабочего движения, Герой Социалистического Труда Народной Республики Болгарии Христо Паков и Член Союза писателей СССР, знаменитый лётчик-испытатель Игорь Шелест в эпизоде об испытаниях первого советского истребителя Ил-400, в частности вспоминает диалог лётчиков Николая Фегервари и Леонида Минова (будущий организатор первого в истории парашютного десанта) с К. К. Арцеуловым, когда последний, перед полётами оценил шансы испытателей: «Либо всей ватагой пить пиво на „Стрелку“, либо… собирайте деньги на венок».

## Примечательные истории
О персоне Николая Берталоновича Фегервари повествует следующая история из воспоминаний генерал-полковника авиации Ф. П. Полынина. Однажды в начале 1930-х в авиалагере под Серпуховом у деревни Липецы к Фегервари подошла миловидная молодая женщина и чуть не со слезами на глазах стала умолять:

— Ну, научите меня летать. Ну, пожалуйста… 

— Не могу я этого сделать, уважаемая. Не могу. Авиация боевая, а вы хотите, чтобы я посадил в самолёт женщину, — отбивался от неё Фегервари. 

— Я всё это понимаю, — не унималась она. — Но сделайте исключение, прошу вас. 

— Ну что мне с вами делать? Узнаёт начальство — не сдобровать…

В конце концов, командир отряда сдался и разрешил после основных полётов провезти её на По-2. Эта история наглядно демонстрирует мужество Николая Фегервари, как человека и начальника, прежде всего. Будучи уже однажды судим, и рискуя в случае неудачи надолго отправиться за решётку, он позволяет женщине сесть за штурвал.
Она оказалась на редкость способной, быстро переняла приёмы управления самолётом, уверенно взлетала и садилась. Вскоре её выпустили самостоятельно и порекомендовали продолжить учёбу в одном из подразделений Гражданского воздушного флота. Этой женщиной была ныне всем известная лётчица Валентина Гризодубова.
Позже, в годы Великой Отечественной войны, после его гибели, Валентина Гризодубова уже будучи опытной женщиной-пилотом — командиром авиационного полка, по просьбе супруги Николая Берталоновича, взяла к себе в полк его сына — несовершеннолетнего Бориса Фегервари. В составе 101-го авиаполка, служа мотористом в лётно-подъёмном составе, Фегервари-младший прошёл всю войну, готовя самолёты к боевым вылетам.

## Память
Именем Николая Фегервари был назван Центральный аэроклуб Венгерской Народной Республики.